# Карпати (Чернівці)
Футбольний клуб «Карпати» — український футбольний клуб з міста Чернівців.
Колишні назви: «Емальпосуд Садгора», «Карпати Садгора».

## Всі сезони в незалежній Україні
| Сезон   | Чемпіонат | Чемпіонат | Чемпіонат | Чемпіонат | Чемпіонат | Чемпіонат | Чемпіонат | Чемпіонат | Кубок       | Кубок | Кубок | Кубок | Кубок | Кубок | Кубок | Примітка |
| Сезон   | Ліга      | Місце     | І         | В         | Н         | П         | М         | О         | Етап        | І     | В     | Н     | П     | М     | О     | Примітка |
| ------- | --------- | --------- | --------- | --------- | --------- | --------- | --------- | --------- | ----------- | ----- | ----- | ----- | ----- | ----- | ----- | -------- |
| 1993/94 | —         | —         | —         | —         | —         | —         | —         | —         | 1/32 фіналу | 2     | 1     | 0     | 1     | 4−1   | 2     |          |
| 1994/95 | —         | —         | —         | —         | —         | —         | —         | —         | 1/64 фіналу | 1     | 0     | 0     | 1     | 0−2   | 0     |          |
| Всього  | —         | —         | —         | —         | —         | —         | —         | —         | >2 сезони   | 3     | 1     | 0     | 2     | 4−3   | 2     |          |